# Giv'at Kipodan
Giv'at Kipodan (hebrejsky: גבעת קפודן) je vrch o nadmořské výšce 64 metrů v severním Izraeli, na pomezí vysočiny Ramat Cva'im a Charodského údolí.
Leží cca 7 kilometrů severozápadně od města Bejt Še'an a 1 kilometr východně od vesnice Bejt ha-Šita. Má podobu odlesněného terénního zlomu. Na jižní straně terén prudce spadá do zemědělsky využívaného Charodského údolí. Zemědělské pozemky se rozkládají i severně od kopce, kde začíná vysočina Ramat Cva'im. Nachází se zde turisticky využívaný vyhlídkový bod Micpe Charuvim (מצפה חרובים) zřízený vesnicí Bejt ha-Šita. Na východní straně pokračují svahy dílčím vrcholem Giv'at Cva'im.